# Télévision Centrafricaine
Télévision Centrafricaine, nota anche con l'acronimo TCF, è l'ente televisivo e canale pubblico della Repubblica Centrafricana fondato nel 1974 come TVCA.  Trasmette dalla capitale Bangui in lingua francese e in lingua sango.

## Storia
Il canale televisivo fu fondato il 22 febbraio 1974, durante la dittatura di Bokassa, con il nome di "Télévision Centrafrique" (TVCA) e nei primi anni trasmetteva in bianco e nero. 
Passò poi al colore nel 1985.
Dalla caduta del regime di Bokassa la qualità dei programmi si andò gradualmente deteriorando a causa di una cattiva amministrazione e di una mancanza di mezzi tecnici, dalle poche telecamere all'assenza di mezzi di trasporto per i giornalisti inviati; inoltre, la programmazione settimanale non era ben definita e piena di repliche e la qualità dell'immagine era scadente.
All'indomani del tentato colpo di stato del 28 maggio 2001, TVCA proponeva un totale di 5 ore giornaliere, dalle 12,00 alle 17,00. Nel giugno 2003 la programmazione fu leggermente posticipata ma estesa, coprendo la fascia oraria dalle 14,00 alle 22,00. 
Il 16 luglio 2003 TVCA andò in black out per 48 ore a causa delle apparecchiature tecniche ormai obsolete delle quali era in possesso.
Il 24 novembre 2011 il segnale cominciò ad essere irradiato anche via satellite, potendo finalmente raggiungere tutto il Paese.
Il 6 agosto 2019 negli studi del canale iniziarono dei lavori di ristrutturazione che durarono complessivamente cinque mesi e lo ammodernarono. 
Fu il Presidente della Repubblica Faustin-Archange Touadéra a tenere la cerimonia di inaugurazione il 2 marzo 2020. 
Il 2 ottobre 2021 l'operazione di rinnovo fu ultimata, con una rinomina del canale in "Télévision Centrafricaine" (TCF) e un restyling del logo.

## Controversie
Nel gennaio 2023 TCF accidentalmente ha mandato in onda per pochi minuti un film pornografico. L'incidente ha provocato reazioni negative da parte degli utenti di Internet centrafricani.

## Servizi

### Televisione
| Nome                      | Sede   | Тipo        | Lancio | Lingua          |
| ------------------------- | ------ | ----------- | ------ | --------------- |
| Télévision Centrafricaine | Bangui | generalista | 1974   | francese, sango |

## Ricezione

### Terrestre
Télévision Centrafricaine trasmette in standard SÉCAM.

### Satellite[9]
| Satellite          | Amos 17                   | SES 4                     |
| Posizione orbitale | 17.0° E                   | 22.0° W                   |
| Canali             | Télévision Centrafricaine | Télévision Centrafricaine |
| Frequenza          | 12706 V                   | 12650 V                   |
| SR                 | 5834                      | 30000                     |
| FEC                |                           | 3/4                       |
| Modulazione        | QPSK                      | QPSK                      |

### Streaming
Télévision Centrafricaine in streaming Archiviato il 5 giugno 2023 in Internet Archive.